# Johann Jakob à Wengen
Johann Jakob à Wengen (* 14. Dezember 1814 in Basel; † 28. September 1875 ebenda) war ein Schweizer Architekt des Historismus.  

## Ausbildung und Karriere
Nach einer Steinmetzlehre 1831 bis 1836 bei Leonhard Müller in Basel wird ein Studium unter anderem in Berlin berichtet. 1843 wurde à Wengen Meister der Zunft zu Spinnwettern, der Zunft der Bauhandwerker. Das Werk à Wengens muss noch aufgearbeitet werden. Zu seinen Hauptwerken gehören die Basler Friedhöfe Wolfgottesacker und Kannenfeld. Das Inventar der neueren Schweizer Architektur nennt darüber hinaus Basler Wohnbauten, überwiegend Mehrfamilienhäuser, an der Clarastrasse, Eulerstrasse, Friedensgasse, Hebelstrasse, Pfeffingerstrasse; der St.-Alban-Vorstadt, dem Schützengraben und Schützenmattpark, ausserdem wird das klassizistische Schulhaus am Theodorskirchplatz ihm zugeschrieben.
Johann Jakob à Wengen war der Sohn des gleichnamigen Malers Johann Jakob à Wengen (1778–1831) und gehörte zum Künstlerkreis des Malers Hieronymus Hess.